# 김정호
김정호(金正浩, 1804년?~1866년?)는 조선 후기 대표적 지리학자이며 지도 제작자이다. 자는 백원(伯元)·백원(百源)·백온(伯溫)·백지(伯之)이며, 호는 고산자(古山子)이다. 황해도 토산군(兎山) 출생으로 본관은 청도(淸道)이다.

## 생애
김정호는 청도 김씨 봉산파로 황해도 토산에서 1804년 무렵에 태어났다. 가정 형편은 빈한했고 지도 제작 등에 필요한 지식 등에 비추어 볼 때 몰락한 잔반(殘班)이나 중인으로 추정된다.
언제 한양으로 이주하였는지는 알 수 없으나, 이주한 뒤에는 남대문 밖 만리재에 살았다고 한다. 이는 김정호와 안면이 있는 한세진의 대인(對人) 증언을 근거로 한다. 반면 동아일보 1925년 10월 9일자 기사에서는 그의 유허(遺墟, 옛 집터)가 남아 있는 남문 밖 약현에 기념비를 세우려 했음을 밝히고 있다. 서대문 밖 공덕리에 살았다는 설은 남대문 밖 공덕리를 잘못 설명한 듯이 보인다. 아무튼 만리재·약현·(남대문 밖) 공덕리는 김정호가 편찬한 지도와 지지에서 살펴보면 서로 가까운 곳에 있다.
동관(童冠)의 나이 때부터 지도와 지지에 관심을 가졌다 고 최한기가 쓴 〈청구도〉 제문(題文)에 나타나 있다. ‘동관’은 18세나 19세로 추정한다.
1834년(순조 34년)에 지지 《동여도지》를 제1차 편찬하였고, 그 부도에 해당하는 지도 〈청구도〉도 펴내었다. 그 뒤 1851년(철종 2년) 무렵에 지지 《여도비지》를 편찬하였고, 1856년(철종 7년) 무렵에는 지도 〈동여도〉를 편찬하였다.
1861년(철종 12년)에는 앞서 만든 〈청구도〉와 〈동여도〉를 보완하여 〈대동여지도〉를 편찬한 뒤 1866년(고종 3년)까지 《신증동국여지승람(新增東國輿地勝覽)》의 착오를 정정하고 보궐(補闕)하기 위해 32권 15책의 《대동지지》를 편찬하며 살다가 그해에 남대문 밖 약현에서 폐질환으로 죽었으리라 여겨진다.

## 김정호의 사상
김정호는 자신에 대한 글을 거의 남기지 않았다. 그의 사상을 엿볼 수 있는 글은 《지도유설》과 《동여도지》 서문인데, 둘 다 김정호가 쓴 글이다. 다만 《지도유설》은 김정호 자신의 생각이 아니라 여러 사람의 생각을 듣고 정리하여 쓴 글이며, 《동여도지》만 김정호의 사상을 나타낸 글이다. 《동여도지》에 나타난 김정호의 사상이나 역사지리 인식은 다음과 같다.
김정호는 지도(地圖)와 지지(地誌)가 서로 불가분의 관계라고 인식하였다. 지도로써 천하의 형세를 살필 수 있고 지지로써 역대의 제도와 문물을 헤아려 볼 수 있으므로 지도와 지지는 뗄래야 뗄 수 없는 관계로 위국(爲國) 곧 치국(治國)의 대경(大經)이라고 지도와 지지의 관계를 강조하였다.
지도와 지지가 위와 같이 중요함에도 단기(檀箕; 단군과 기자) 이래로 지도가 없고 지지는 《삼국사기》에 이르러 비로소 만들어졌기 때문에 지지의 첫머리에 신라 이전의 사항을 두어 알게 하였다. 조선에 들어서는 초기에 《동국여지승람》이 편찬되어 비로소 도적(圖籍)이 환연해졌지만, 김정호가 사는 때에 이르러서는 그것이 편찬된 지 3백여 년이 지나 지리 정보에 차이가 많아졌으므로 이를 바로잡으려고 《동여도지》를 만들었다. 이에 따라 편목이나 구성이 《동국여지승람》의 구성과 비슷하다.
김정호는 또한 지도와 지지의 제작이 치국의 대경이라는 자신의 주장대로 치국경제에 유용하도록 《동여도지》 등을 제작할 때 문교무비(文敎武備)에 해당하는 관방과 역참, 학교와 서원 등 42개 편목을 자세히 설명하거나 표기하였다.

## 김정호와 관련한 오해

### 김정호의 전국 답사설
김정호의 대작은 1861년에 제작한 대동여지도이다. 김정호는 조선의 지리를 연구하고 지도를 제작하기 위해 직접 조선 전역을 답사하였다고 알려져 있으나, 일부 학자들은 김정호가 직접 탐사하여 지도를 그리지 않았다고 주장했고 김정호가 해당 지역의 관찬 지도와 '가장지도'(家藏地圖)를 참고하였음을 근거로 들었다. 가장지도란 각 지역 유력 집안에서 사사로이 만든 지도로, 대체로 그들 소유의 임야나 농경지를 표시하고 있으며, 그 정확성은 관찬 지도에 못지않았다.
또한 유재건의 《이향견문록》에서 “(김정호가) 여지학(지리학)을 좋아하여 깊이 고찰하고 널리 수집하여…”라는 구절은 답사에만 의존하지 않았을 가능성을 시사하며, 정상기·최한기·신헌 등도 전국을 답사하지 않고 기존의 지도를 두루 모아 집대성했음을 밝히고 있다. 프랑스의 지도 제작자인 당빌 역시 프랑스 밖으로 한 발자국도 나가지 않았음에도 당시로는 가장 정확한 세계지도를 만든 것과 비슷한 예다.
역사학연구소에서 저술한 《교실밖 국사여행》(사계절출판사)에서도 김정호가 답사하여 대동여지도를 만든 것이 아님을 논증하고 있다. 조선은 중앙정부가 행정을 편리하게 하려고 지도와 지리지를 많이 저술하였으므로, 김정호는 기존 지리학 문헌들을 연구하여 대동여지도를 비롯한 지도를 만들었다는 설명이다.

### 김정호 옥사설
김정호는 1866년경에 죽었는데, 이에 대해서 흥선대원군이 김정호와 그와 딸을 이적행위자로 몰아 옥사시켰다는 주장이 있으나, 이는 식민사관을 가진 일본의 엘리트 역사학자들이 흥선대원군을 새로운 문물 흡수를 거부하는 폐쇄적인 인물로 인식시키고, 한민족에게 훌륭한 인물을 스스로 죽였다는 거짓 역사관을 가르쳐주기 위해 알려준 역사라는 주장도 있다. 1934년 조선총독부가 발행한 조선어독본에는 '흥선 대원군은 완성된 지도가 외국에 알려질 경우를 두려워하여 수십 년 고생하여 만든 목판을 불태워 버리고 김정호와 그의 딸을 함께 옥사시켰다'고 기술하였다. 그러나, 흥선대원군의 측근인 신헌 등이 김정호의 오랜 지기였음이 밝혀졌으며, 또한 그들이 벌을 받지 않았음이 밝혀져 이 주장에 신빙성을 더하고 있다.
더구나 김정호가 만든 지도나 펴낸 지지가 손상되지 않은 채 오늘날까지 남아 있고(일부는 멸실되었다), 압수하여 불태워 버렸다는 지도의 판목이 남아 있으며, 그와 교유했던 최한기나 후원자였던 신헌은 처벌 받은 기록이 없다. 유재건의 《이향견문록》에도 죄인이 수록되지는 않았으리라 보이며, 김정호의 죽음을 '몰'(沒; 죽다)로 표현하고 물고(物故; 죄인이 벌을 받아 죽다) 등으로 적시하진 않았다. 또한 《고종실록》·《승정원일기》·《추국안》 등의 사료에도 김정호가 투옥된 기록은 없다. 게다가 최근 연구에서 신헌 등이 비변사와 규장각의 지도를 김정호에게 제공한 것으로 추측되는지라 김정호의 지도 제작을 사실상 조선 정부에서 지원했다는 주장도 있다.

### 김정호의 〈지구전후도〉 중간설
한때 〈지구전후도〉 중간자가 김정호라는 설이 퍼짐에 따라, 태연재(泰然齋)가 김정호의 당호라는 설도 퍼졌다.
그러나 나중에 이규경이 쓴 백과사전 《오주연문장전산고》의 지구도변증설(地球圖辨證說)에서는 〈지구전후도〉의 중간자를 최한기라고 적고 있음이 밝혀졌다.

## 지도와 지리지

대동여지도

김정호가 편찬한 지도와 지리지는 다음과 같다.
- 1834년(순조 34년) : 지지 《동여도지》 제1차 편찬 / 지도 〈청구도〉
- 1851년(철종 2년)부터 1856년(철종 7년) 사이 : 지지 《여도비지》
- 1856년(철종 7년)부터 1861년(철종 12년) 사이 : 지도 〈동여도〉
- 1861년(철종 12년) : 지도 〈대동여지도〉
- 1866년(고종 3년) : 지지 《대동지지》(1864년 편찬설이 있음)[16]
- 〈지구전후도〉(地球前後圖) : 최한기가 펴냈으며, 김정호가 판각하였다.[1]

위에서 〈청구도〉·〈동여도〉·〈대동여지도〉와 《동여도지》·《여도비지》·《대동지지》를 ‘김정호의 3대 지도와 3대 지지’라고도 부른다.

## 기타
- 95016 김정호 - 김정호의 업적을 기리기 위해 소행성의 이름에 김정호를 따서 지었다.
- 고산자로 - 서울특별시 성동구 행당동의 옛 청량리 부근. 김정호의 호를 따서 지었다.

## 같이 보기
- 최한기 / 신헌
- 청구도 / 대동여지도 / 대동지지
- 지도박물관

## 참고 자료
- 이상태 (1999). 《한국 고지도 발달사》. 서울: 혜안. 185~242쪽쪽.
- 역사학연구소,《교실밖의 국사여행》.사계절출판사
- 소준섭 (1996년 7월 10일). 〈대동여지도의 김정호는 옥사하지 않았다〉. 《조선인물실록 1》. 서울: 도서출판 자작나무. ISBN 89-7676-225-8.